# Comuna Hitrino, Șumen
Hitrino (în bulgară Хитрино) este o comună în regiunea Șumen, Bulgaria, formată din 21 de sate. 

## Localități componente

### Sate
| - Baikovo - Bliznați - Cerna - Dlăjko - Dobri Voinikovo - Edinakovți - Hitrino | - Iglika - Jivkovo - Kalino - Kameneak - Razvigorovo - Slivak - Stanoveț | - Studenița - Tervel - Timarevo - Trem - Visoka Poleana - Vărbak - Zvegor |

## Demografie
Componența etnică a comunei Hitrino
     Turci (77,98%)
     Bulgari (13,93%)
     Nicio identificare (7,5%)
     Altele (0,96%)
La recensământul din 2011, populația comunei Hitrino era de 6.223 locuitori. Din punct de vedere etnic, majoritatea locuitorilor (77,98%) erau turci, cu o minoritate de bulgari (13,93%). Pentru 7,5% din locuitori nu este cunoscută apartenența etnică.